# Film horror con animali
Lista di film horror con animali.

## Dinosauri
- Carnosaur - La distruzione (Carnosaur), regia di Adam Simon e Darren Moloney (1993)
- Carnosaur 2, regia di Louis Morneau (1995)
- Carnosaur 3: Primal Species, regia di Jonathan Winfrey (1996)

## Pesci

### Squali
- Lo squalo (Jaws), regia di Steven Spielberg (1975)
- Shark Kill, regia di William A. Graham - film TV (1976)
- Mako - Lo squalo della morte (Mako: The Jaws of Death), regia di William Grefe (1976)
- Tintorera (¡Tintorera!), regia di René Cardona Jr. (1977)
- Lo squalo 2 (Jaws 2), regia di Jeannot Szwarc (1978)
- Cyclone, regia di René Cardona Jr. (1978)
- Up from the Depths, regia di Charles B. Griffith (1979)
- L'ultimo squalo, regia di Enzo G. Castellari (1981)
- Lo squalo 3 (Jaws 3-D), regia di Joe Alves (1983)
- Çöl, regia di Çetin Inanç (1983)
- Shark - Rosso nell'oceano, regia di Lamberto Bava (1984)
- Squadra antisquali (Shark's Paradise), regia di Michael Jenkins - film TV (1986)
- Lo squalo 4 - La vendetta (Jaws: The Revenge), regia di Joseph Sargent (1987)
- La notte degli squali, regia di Tonino Ricci (1988)
- Sangue negli abissi (Deep Blood), regia di Joe D'Amato (1989)
- Cruel Jaws - Fauci crudeli (Cruel Jaws), regia di Bruno Mattei (1995)
- Aatank, regia di Prem Lalwani e Desh Mukherjee (1996)
- Creatura (Creature), regia di Stuart Gillard - miniserie TV (1998)
- Shark Attack - Squali all'attacco (Shark Attack) (1999) Film TV
- Blu profondo (Deep Blue Sea) (1999)
- Shark Attack 2 - Lo squalo bianco (Shark Attack 2) (2000) Uscito in home video
- Shark Hunter (2001)
- Shark Attack 3 - Emergenza squali (Shark Attack 3: Megalodon) (2002) Film TV
- Red Water - Terrore sott'acqua (Red Water) (2003) Film TV
- Shark Zone (2003)
- Dark Waters (2003) Uscito in home video
- Il fiume del terrore (12 Days of Terror) (2004) Film TV
- Blue Demon (2004) Uscito in home video
- Hai-Alarm auf Mallorca (2004) Film TV
- Megalodon (Megalodon) (2004) Film TV
- Shark Invasion (Raging Sharks) (2005) Uscito in home video
- Il giorno degli squali (Spring Break Shark Attack) (2005) Film TV
- SharkMan - Una nuova razza di predatori (Hammerhead: Shark Frenzy) (2005) Film TV
- Shark Swarm - Squali all'attacco (Shark Swarm) (2008) Film TV
- Marina Monster (2008) Uscito in home video
- Shark in Venice (2008)
- Mega Shark vs. Giant Octopus (Mega Shark vs. Giant Octopus) (2009) Uscito in home video
- Malibu Shark Attack (2009) Film TV
- Blood in the Water (2009) Film TV
- Jaws in Japan (2009) Uscito in home video
- The Reef (2010)
- Sharktopus (2010) Film TV
- Mega Shark vs. Crocosaurus (Mega Shark vs. Crocosaurus) (2010) Uscito in home video
- Killer Shark (Swamp Shark) (2011) Film TV
- Shark Night - Il lago del terrore (Shark Night 3D) (2011)
- Super Shark (2011)
- Snow Shark: Ancient Snow Beast (2011) Uscito in home video
- Swamp Shark (2011)
- Sand Sharks (2012)
- 2-Headed Shark Attack (2-Headed Shark Attack) (2012) Uscito in home video
- Jurassic Shark (2012)
- Jersey Shore Shark Attack (2012) Film TV
- Kon-Tiki (2012)
- Shark Week (Shark Week) (2012)
- Shark 3D (Bait) (2012)
- Sharknado (Sharknado) (2013) Film TV
- Ghost Shark (2013) Film TV
- Spreeshark (2013) Cortometraggio
- Avalanche Sharks (2014)
- Mega Shark vs. Mecha Shark (Mega Shark vs. Mecha Shark) (2014)
- Sharknado 2 (Sharknado 2: The Second One) (2014) Film TV
- Sharktopus vs. Pteracuda (2014) Film TV
- 90210 Shark Attack (2014)
- Shark Killer (2015)
- Mega Shark vs. Kolossus (Mega Shark vs. Kolossus) (2015)
- Raiders of the Lost Shark (2015)
- Ghost Shark 2: Urban Jaws (2015)
- Sharktopus vs. Whalewolf (2015) Film TV
- 3-Headed Shark Attack (3-Headed Shark Attack) (2015) Uscito in home video
- Sharknado: Feeding Frenzy (2015)
- Sharknado 3 (Sharknado 3: Oh Hell No!) (2015) Film TV
- Shark Exorcist (2015)
- Jaws 19 (2015)
- Shark Babes (2015) Film TV
- Sharknado: Heart of Sharkness (Sharknado: Heart of Sharkness) (2015)
- Sharkansas Women's Prison Massacre (2015) Film TV
- Piranha Sharks (2016)
- Dickshark (2016)
- Paradise Beach - Dentro l'incubo (The Shallows) (2016)
- Atomic Shark, regia di regia di Lisa Palenica – film TV (2016)
- Dam Sharks (2016) Film TV
- Ice Sharks (Ice Sharks) (2016) Film TV
- Planet of the Sharks (Planet of the Sharks) (2016) Film TV
- Summer Shark Attack (Ozark Sharks) (2016)
- Sharknado 4 (Sharknado 4: The 4th Awakens) (2016) Film TV
- Sharkenstein (2016)
- 47 metri (47 Meters Down) (2017)
- Land Shark (2017)
- 5 Headed Shark Attack (2017) Film TV
- Mississippi River Sharks (2017) Film TV
- Trailer Park Shark (2017) Film TV
- Toxic Shark (2017) Film TV
- Empire of the Sharks (2017) Film TV
- Sharknado 5: Global Swarming (Sharknado 5: Global Swarming) (2017) Film TV
- House Shark (2017)
- Megoladon (2018) Cortometraggio
- Blu profondo 2 (Deep Blue Sea 2) (2018) Uscito in home video
- Shark - Il primo squalo (The Meg) (2018)
- Circondati (Frenzy) (2018) Film
- Megalodon (2018) Film TV
- Nightmare Shark (2018) Film TV
- 6-Headed Shark Attack (2018) Film TV
- L'ultimo Sharkanado - Era ora! (The Last Sharknado: It's About Time) (2018) Film TV
- Post Apocalyptic Commando Shark (2018)
- Sharks vs metro (2018) Cortometraggio
- Shower Sharks (2018) Cortometraggio
- Forest of the Dead Sharks (2019)
- Revenge in the Forest of the Dead Sharks (2019)
- Bad CGI Sharks (2019)
- 47 metri - Uncaged (47 Meters Down: Uncaged) (2019)
- Murders in the forest of the dead sharks (2019)
- Anapa shark attack (2019) Cortometraggio
- Ouija Shark (2020)
- Concrete shark (2020)
- Xue sha (2020)
- Shark Season (2020)
- Blu profondo 3 (Deep Blue Sea 3) (2020)
- Sky Sharks (2020)
- Electric Shark (2020) Cortometraggio
- Sharkslotation (2021) Cortometraggio parodia
- Virus Shark (2021)
- Tubarão: O Regresso (2021) Cortometraggio
- Sharks of the Corn (2021)
- Jaws of Los Angeles (2021)
- 47 metri - Great White (Great White) (2021)
- Lo Squalo Il Ritorno (Tubarão: O Regresso) (2021) Cortometraggio
- The Reef: Stalked (2022)
- The Requin (2022)
- Shark Bait (Jet Ski) (2022)
- Ouija Shark 2 (2022)
- Shark 2 - L’abisso (Meg 2 the Trench) (2023)

### Piranha
- Piranha (1972)
- Piraña (Piranha), regia di Joe Dante (1978)
- Killer Fish - L'agguato sul fondo (Killer Fish) (1979)
- Piraña paura (Piranha Part Two: The Spawning) (1981)
- Creature dagli abissi (Plankton) (1994) Uscito direttamente in home video
- Piranha - La morte viene dall'acqua (Piranha) (1995) Film TV
- Razorteeth (2005) Uscito direttamente in home video
- Mega Piranha (Mega Piranha) (2010) Film TV
- Piranha 3D (Piranha 3D) (2010)
- Piranha 3DD (2012)
- Piranha Sharks (2016)

### Barracuda
- Barracuda, regia di Harry Kerwin (1978)

### Altri pesci
- Creature del terrore (Snakehead Terror) (2004)
- Frankenfish - Pesci mutanti (Frankenfish) (2004) Film TV
- Beneath (2013)
- Aquarium of the Dead (2021)

## Cefalopodi

### Piovre e calamari giganti
- Sh! The Octopus (1937)
- Il mostro dei mari (It Came from Beneath the Sea) (1955)
- Tentacoli (1977)
- Shark - Rosso nell'oceano (1984)
- The Beast - Abissi di paura (The Beast) (1996) Film TV
- Deep Rising - Presenze dal profondo (1998)
- La piovra (Octopus) (2000) Uscito direttamente in Vhs
- Octopus 2: River of Fear (2001)
- Sea Ghost - Il fantasma degli abissi (The Thing Below) (2004) Uscito direttamente in Vhs
- Kraken: Tentacles of the Deep (2006) Film TV
- Tentacoli di paura (Eye of the Beast) (2007) Film TV
- Monster (2008) Uscito direttamente in Vhs
- Mega Shark vs. Giant Octopus (2009) Uscito direttamente in Vhs

## Crostacei

### Granchi
- L'assalto dei granchi giganti (Attack of the Crab Monsters) (1957)
- Island Claws (1980)

## Anfibi

### Rane
- Frogs, regia di George McCowan (1972)

## Insetti

### Formiche
- Assalto alla Terra (Them!) (1954)
- Fase IV: distruzione Terra (Phase IV) (1974)
- L'impero delle termiti giganti (Empire of the Ants) (1977)
- Terrore a Lakewood (It Happened at Lakewood Manor) (1977) Film TV
- Marabunta - Minaccia alla Terra (Legion of Fire: Killer Ants!) (1998) Film TV
- Glass Trap - Formiche assassine (Glass Trap) (2005)
- It Came From the Desert (2017)

### Mosche
- L'esperimento del dottor K. (1958)
- La vendetta del dottor K. (1959)
- La maledizione della mosca (1965)
- La mosca (1986)
- La mosca 2 (1989)

### Vespe
- La donna vespa (The Wasp Woman) (1959)
- The Wasp Woman (1995) Film TV
- Swarmed - Lo sciame della paura (Swarmed) (2005) Film TV

### Api
- Il mistero dell'isola dei gabbiani (The Deadly Bees) (1967)
- Killer Bees (1974) Film TV
- Bees: lo sciame che uccide (The Savage Bees) (1976) Film TV
- Swarm (The Swarm) (1978)
- Bees (1998)
- Swarm - Minaccia dalla giungla (Flying Virus) (2001)
- Api assassine (Killer bees!) (2002) Film TV
- Swarm 2 - Nel cuore della giungla (Deadly Swarm) (2003)
- Black Swarm (2007) Film TV
- Destination: Infestation (2007) Film TV

### Locuste
- Locusts (1974) Film TV
- Locuste - L'ottava piaga (Locusts: The 8th Plague) (2005) Film TV
- Invasion - Il giorno delle locuste (Locusts) (2005) Film TV

### Vermi
- I carnivori venuti dalla savana (Squirm) (1976)
- Tremors (1990)
- Tremors 2: Aftershocks (Tremors II: Aftershocks) (1996) Uscito direttamente in Vhs
- Tremors 3: Ritorno a Perfection (Tremors 3: Back to Perfection) (2001) Uscito direttamente in Vhs
- Tremors (Tremors: The Series) (2003) Serie TV
- Tremors 4: Agli inizi della leggenda (Tremors 4: The Legend Begins) (2003) Uscito direttamente in Vhs
- Tremors 5: Bloodlines (2015) uscito direttamente in DVD e Blu-ray

### Mantidi
- La mantide omicida (The Deadly Mantis) (1957)
- The Deadly Mantis (1966)

### Scarafaggi
- The Nest (1988)

## Aracnidi

### Ragni
- Une nuit terrible (1896) Cortometraggio
- Mesa of Lost Women (1953)
- Tarantola (Tarantula) (1955)
- The Strange World of Planet X (1958)
- La vendetta del ragno nero (Earth vs. the Spider) (1958)
- Missili sulla luna (Missile to the Moon) (1958)
- Beast from Haunted Cave (1959)
- L'abbraccio del ragno (Ein Toter hing im Netz) (1960)
- Arañas infernales (1968)
- L'altro corpo di Anny (Venom) (1971)
- L'invasione dei ragni giganti (The Giant Spider Invasion) (1975)
- Il bacio della tarantola (Kiss of the Tarantula) (1976)
- Kingdom of the Spiders (1977)
- La maledizione della vedova nera (Curse of the Black Widow) (1977) Film TV
- Tarantulas: il volo della morte (Tarantulas: The Deadly Cargo) (1977) Film TV
- Die schwarze Spinne (1983)
- Il nido del ragno (1988)
- Aracnofobia (Arachnophobia) (1990)
- Taranthriller (1997)
- Spiders (2000)
- Invasion of the Spiders (Spiders II: Breeding Ground) (2001)
- Arachnid - Il predatore (Arachnid) (2001)
- La vendetta del ragno nero (Earth vs. the Spider) (2001) Film TV
- Arac Attack - Mostri a otto zampe (Eight Legged Freaks) (2002)
- Webs (2003) Film TV
- Arachnia (2003) Uscito in home video
- Creepies (2004) Uscito in home video
- Creepies 2 (2005) Uscito in home video
- Ice Spiders - Terrore sulla neve (Ice Spiders) (2007) Film TV
- Caccia al ragno assassino (In the Spider's Web) (2007) Film TV
- Camel Spiders (2011) Film TV
- Arachnoquake (2012) Film TV
- Big Bad Bugs (2012)
- Spiders 3D (Spiders) (2013)
- Alien Spider (Big Ass Spider!) (2013)
- Silk (2014) Cortometraggio
- Honeyspider (2014)
- Spidurb (2015) Film TV
- Lavalantula (Lavalantula) (2015) Film TV
- Spidarlings (2016)
- 2 Lava 2 Lantula! (2 Lava 2 Lantula!) (2016) Film TV
- Guardians of the Tomb (7 Guardians of the Tomb) (2018)
- Itsy Bitsy (2019)
- Spider in the Attic (2021)

### Scorpioni
- Lo scorpione nero (The Black Scorpion) (1957)
- Tail Sting - La coda dello scorpione (Tail Sting) (2001)
- Stinger (2005)
- Scorpius Gigantus (2006)
- Amphibious 3D (Amphibious Creature of the Deep) (2010)

## Rettili

### Serpenti
- Stanley (1972)
- Kobra (SSSSSSS) (1973)
- Snakes (1974)
- She sha shou (1975)
- Rattlers (1976)
- Venom (Venom) (1981)
- Jaws of Satan (1981)
- Copperhead (1983) Uscito direttamente in Vhs
- Mamba (1988)
- Anaconda (1997)
- Silent Predators (1999) Film TV
- King Cobra (1999)
- Python - Spirali di paura (Python) (2000) Uscito direttamente in Vhs
- Python 2 (2002) Uscito direttamente in Vhs
- Venom - Pericolo strisciante (Venomous) (2002)
- Nelle spire del terrore (Boa vs. Python) (2004) Uscito direttamente in Vhs
- Anaconda: Alla ricerca dell'orchidea maledetta (Anacondas: The Hunt for the Blood Orchid) (2004)
- Komodo vs. Cobra (2005) Film TV
- Snakeman - Il predatore (The Snake King) (2005) Film TV
- Snakes on a Train (2006) Uscito direttamente in Vhs
- Snakes on a Plane (2006)
- Boa... Nguu yak! (2006)
- Mega Snake (2007) Film TV
- Copperhead (2008) Film TV
- Anaconda 3 - La nuova stirpe (Anaconda III) (2008) Film TV
- Anaconda - Sentiero di sangue (Anaconda 4: Trail of Blood) (2009) Film TV
- Lake Placid vs. Anaconda (2015)
- Megaboa (2021)
- Rising Boas in a Girl's School (2022)

### Coccodrilli e alligatori
- Quel motel vicino alla palude (Eaten Alive) (1977)
- Il fiume del grande caimano (1979)
- Alligator (1980)
- Crocodile (Chorake) (1981)
- Dark Age (1987)
- Killer Crocodile (1989)
- Killer Crocodile 2 (Killer Crocodile II) (1990)
- Alligator II: The Mutation (1991)
- Gator King (1997)
- Lake Placid (1999)
- Lake Placid 2 - Il terrore continua (Lake Placid 2) (2007) Film TV
- Surf rosso sangue (Krocodylus) (2000)
- Crocodile (2000) Uscito direttamente in Vhs
- Crocodile 2: Death Swamp (Crocodile 2: Death Swamp) (2002)
- Khoht phetchakhaat (2005)
- Danubio Rosso Sangue (Zwei zum Fressen gern) (2006) Film TV
- Black Water (2007)
- Rogue, regia di Greg McLean (2007)
- Supercroc - Il grande predatore (Supercroc) (2007)
- Croc - Caccia al predatore (Croc) (2007) Film TV
- Paura primordiale (Primeval) (2008)
- Lake Placid 3 - Calma apparente (2010)
- Lake placid 4 - Capitolo finale (2011)
- Black Water: Abyss (2018)
- Crawl - Intrappolati (Crawl), regia di Alexandre Aja (2019)
- Alligator (2023)

### Varani di Komodo
- Komodo (1999)
- La maledizione di Komodo (2004)
- Komodo vs. Cobra (2005) Film TV

## Uccelli
- Gli uccelli (The Birds) (1963)
- Uccelli 2 - La paura (El ataque de los pájaros) (1987)
- Killing birds - uccelli assassini (1987)
- Gli uccelli II (The Birds II: Land's End) (1994) Film TV
- The Crows (Die Krähen) (2006) Film TV
- Kaw – L'attacco dei corvi imperiali (KAW) (2007)

## Mammiferi

### Cani
- Dogs - Questo cane uccide! (Dogs) (1976)
- Il branco (The Pack), regia di Robert Clouse (1977)
- Il cane infernale (Devil Dog: The Hound of Hell) (1978) Film TV
- Rottweiler - Cani assassini (Dogs of Hell) (1982)
- Cane bianco (White Dog) (1982)
- Play Dead (1983)
- Cujo (Cujo) (1983)
- Monster dog - Il signore dei cani (Leviatán) (1984)
- Il miglior amico dell'uomo (Man's Best Friend) (1993)
- Rottweiler (Rottweiler) (2004)
- Night of the Wild (2015)
- The Breed - La razza del male (The Breed) (2006)
- Hellhounds (2009) Film TV

### Scimmie
- Link (1986)
- Monkey Shines - Esperimento nel terrore (Monkey Shines) (1988)
- Shakma - La scimmia che uccide (Shakma) (1990)
- Congo (1995)

### Conigli
- La notte della lunga paura (Night of the Lepus), regia di William F. Claxton (1972)

### Topi e ratti
- Willard e i topi (Willard) (1971)
- Il cibo degli dei (The Food of the Gods) (1976)
- Deadly Eyes (1982)
- Rats - Notte di terrore (1984)
- Denti assassini (Food of the Gods II) (1989)
- Rats (Rats) (2000)
- Rats (Ratten - sie werden dich kriegen!) (2001) Film TV
- Altered Species (2001)
- Rats - Il morso che uccide (The Rats) (2002) Film TV
- Rats (2003)
- Willard il paranoico (Willard) (2003)
- Ratten 2 - Sie kommen wieder! (2004) Film TV

### Pecore
- Black Sheep - Pecore assassine (Black Sheep) (2006)
- Lamb (Dýrið) (2021)

### Orche
- L'orca assassina (Orca) (1977)

### Felini

#### Tigri
- Maneaters Are Loose! (1978)
- Maneater (2007) Film TV
- Burning Bright - Senza via di scampo (Burning Bright) (2010)

#### Gatti
- Artigli (The Uncanny) (1977)
- Uninvited (1987) Uscito in home video
- Artigli (Strays) (1991) Film TV

#### Leoni
- Bwana Devil (1952)
- Spiriti nelle tenebre (The Ghost and the Darkness) (1996)
- Prey - La caccia è aperta (2007)
- Prey - La preda (2016)
- Beast (2022)

#### Pantere
- Il bacio della pantera (Cat People) (1942)
- Il bacio della pantera (Cat People) (1982)

### Smilodonti
- Wild - agguato sulle montagne (Sabertooth) (2002)
- Primal park - lo zoo del terrore (Attack of the sabretooth) (2005)

### Orsi
- Grizzly, l'orso che uccide (Grizzly) (1976)
- Profezia (1979)
- L'urlo dell'odio (The Edge) (1997)
- Grizzly Park (2008)
- Grizzly Rage (2007)
- Backcountry (2014)
- Cocainorso (Cocaine Bear) (2023)

#### Altro
- Wild Beasts - Belve feroci (Wild Beasts) (1984)